# دانشکده پزشکی آبادان
دانشکده پزشکی دانشگاه علوم پزشکی آبادان یکی از دانشکده‌های پزشکی ایران وابسته به دانشگاه علوم پزشکی آبادان در آبادان است. این دانشکده در سال ۱۳۹۲ بنیانگذاری شد و دارای ۳ بیمارستان آموزشی است.

## تاریخچه
دانشکده پزشکی آبادان در سال ۱۳۹۲ با پذیرش ۳۵ دانشجوی پزشکی بنیانگذاری شد. هم‌اکنون ریاست این دانشکده را سید مهدی طالب‌زاده برعهده دارد.